# Nimbya scirpinfestans
Nimbya scirpinfestans är en svampart som beskrevs av E.G. Simmons & D.A. Johnson 2002. Nimbya scirpinfestans ingår i släktet Nimbya och familjen Pleosporaceae.   Inga underarter finns listade i Catalogue of Life.